# Prezydent: Miłość w Białym Domu
Prezydent: Miłość w Białym Domu (tytuł oryg. The American President) – amerykańska komedia romantyczna z 1995 roku. Znany też pod tytułem Miłość w Białym Domu.

## Fabuła
Andrew Shepherd (Michael Douglas) jest wdowcem w średnim wieku, a także Prezydentem Stanów Zjednoczonych. Oprócz służbie ojczyźnie cały swój czas poświęca dorastającej córce Lucy (Shawna Waldron). 
Akcja filmu toczy się w trakcie kampanii prezydenckiej, gdzie Andrew stara się o reelekcję. Poznaje jednak Sydney Ellen Wade (Annette Bening) – energiczną aktywistkę ekologiczną. Początkowo wiąże ich wyłącznie profesjonalna, zawodowa relacja. Z czasem jednak zaczynają się przyjaźnić, co jest powodem wielu plotek.

## Obsada
- Michael Douglas – prezydent Andrew Shepherd
- Annette Bening – Sydney Ellen Wade
- Martin Sheen – A.J. MacInerney
- Michael J. Fox – Lewis Rothschild
- Anna Deavere Smith – Robin McCall
- Samantha Mathis – Janie Basdin
- Shawna Waldron – Lucy Shepherd
- David Paymer – Leon Kodak
- Anne Haney – pani Chapil
- Richard Dreyfuss – senator Bob Rumson
- Nina Siemaszko – Beth Wade

i inni

## Nagrody i nominacje
Oscary za rok 1995
- Najlepsza muzyka w komedii lub musicalu - Marc Shaiman (nominacja)

Złote Globy 1995
- Najlepsza komedia lub musical (nominacja)
- Najlepsza reżyseria - Rob Reiner (nominacja)
- najlepszy scenariusz - Aaron Sorkin (nominacja)
- Najlepszy aktor w komedii lub musicalu - Michael Douglas (nominacja)
- Najlepsza aktorka w komedii lub musicalu - Annette Bening (nominacja)